# European Indoors 1997
European Indoors 1997 — жіночий тенісний турнір, що проходив на закритих кортах з твердим покриттям Schluefweg у Цюриху (Швейцарія). Належав до турнірів 1-ї категорії в рамках Туру WTA 1997. Відбувсь учотирнадцяте і тривав з 12 до 19 жовтня 1997 року. Ліндсі Девенпорт здобула титул в одиночному розряді.

## Фінальна частина

### Одиночний розряд
Ліндсі Девенпорт —  Наталі Тозья 7–6, 7–5
- Для Девенпорт це був 11-й титул за сезон і 29-й — за кар'єру.

### Парний розряд
Мартіна Хінгіс /  Аранча Санчес Вікаріо —  Лариса Савченко /  Гелена Сукова 4–6, 6–4, 6–1
- Для Хінгіс це був 19-й титул за сезон і 25-й — за кар'єру. Для Санчес Вікаріо це був 6-й титул за сезон і 79-й — за кар'єру.